# Opsyra chalceola
Opsyra chalceola là một loài bướm đêm trong họ Noctuidae.